# Méga-sécheresse
Une méga-sécheresse est une sécheresse durant deux décennies ou plus. Les méga-sécheresses passées ont été associées au phénomène La Niña persistant sur plusieurs années (températures de l'eau plus fraîches que la normale dans l'océan Pacifique oriental tropical).
Le terme méga-sécheresse est généralement utilisé pour décrire la durée d'une sécheresse, et non son intensité aiguë. Dans la littérature scientifique, le terme est utilisé pour décrire des sécheresses de plusieurs décennies ou des sécheresses multi-décennales. Les sécheresses pluriannuelles de moins d'une décennie, comme la sécheresse de Dust Bowl dans les années 1930, ne sont généralement pas décrites comme des méga-sécheresses, même si elles sont de longue durée. Dans la littérature populaire, les sécheresses sur plusieurs années ou même sur une seule année sont parfois décrites comme des méga-crises en fonction de leur gravité, des dommages économiques qu'elles causent ou d'autres critères, mais c'est l'exception et non la règle.

## Impact
Les méga-sécheresses ont historiquement conduit à la migration massive des humains des terres touchées par la sécheresse, entraînant un déclin important de la population par rapport aux niveaux d'avant la sécheresse. Ils sont soupçonnés d'avoir joué un rôle primordial dans l'effondrement de plusieurs civilisations préindustrielles, dont les Anasazi du sud-ouest nord-américain, l'Empire khmer du Cambodge, les Mayas de Méso-Amérique, les Tiwanaku de Bolivie, et la dynastie Yuan de Chine.
La région du Sahel africain en particulier a souffert de plusieurs méga-sécheresses au cours de l'histoire, la plus récente s'étalant d'environ 1400 à 1750 apr. J.-C.. L'Amérique du Nord a connu au moins quatre méga-sécheresses pendant la période chaude médiévale.
Le Chili connait une méga-sécheresses depuis 2010.

## Preuve historique

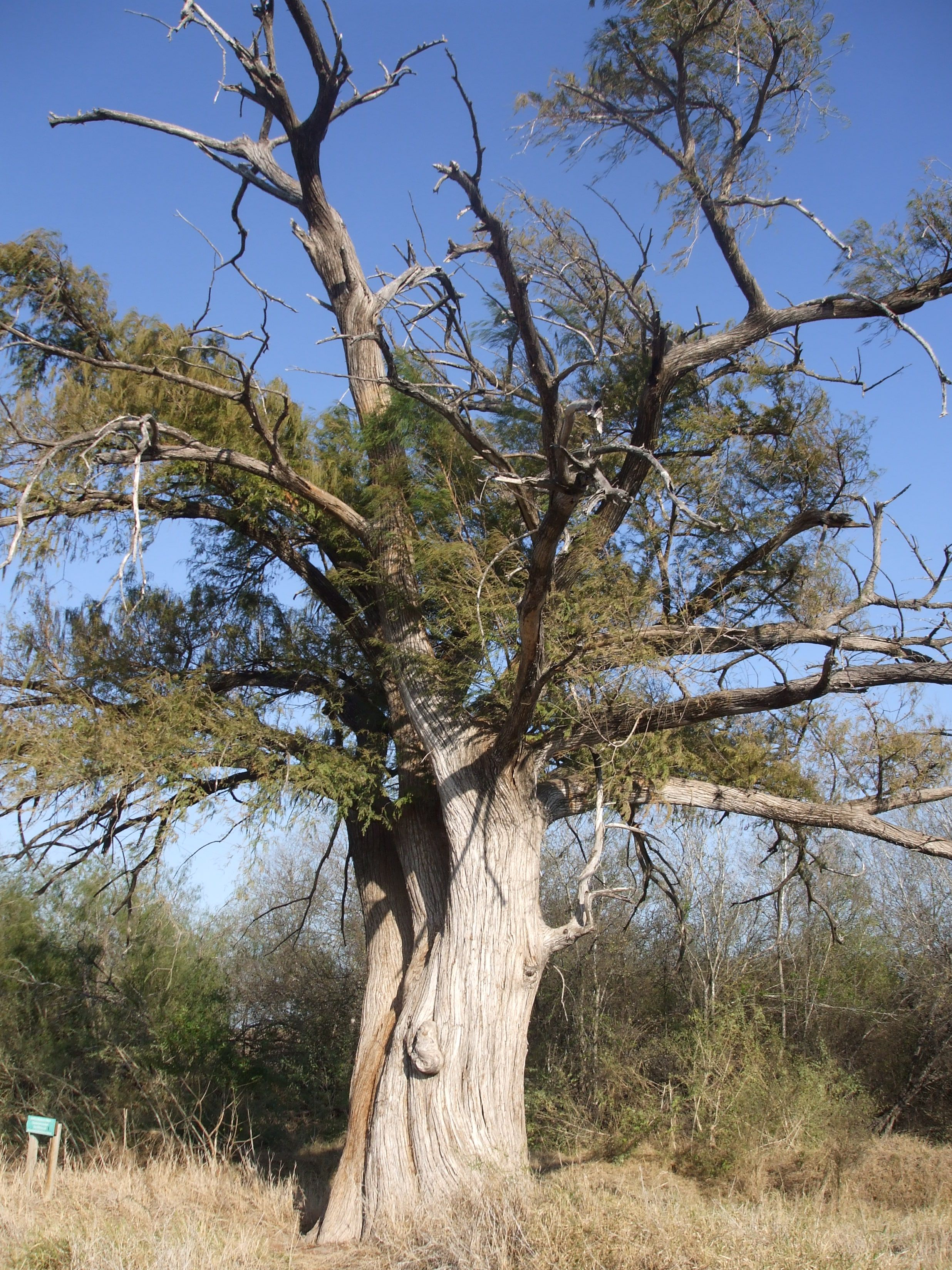
Cyprès chauve Montezuma, 900 ans

Il existe plusieurs sources pour établir l'occurrence passée et la fréquence des méga-sécheresses, notamment: 
- Lorsqu'elles se produisent, les lacs s'assèchent et les arbres et autres plantes poussent dans les lits asséchés des lacs. Lorsque la sécheresse se termine, les lacs se remplissent; lorsque cela se produit, les arbres sont submergés et meurent. Dans certains endroits, ces arbres sont restés préservés et peuvent être étudiés en donnant des dates précises au radio-carbone, et les cernes de ces arbres morts depuis longtemps peuvent être étudiés. De tels arbres ont été trouvés dans les lacs Mono et Tenaya en Californie, le lac Bosumtwi au Ghana; et divers autres lacs[10].
- Dendrochronologie, datation et étude des anneaux annuels des arbres. Les données des cercles indiquent que l'ouest des États-Unis a connu des sécheresses qui ont duré dix fois plus longtemps que tout ce que les États-Unis modernes ont vu. Sur la base des anneaux d'arbres annuels, la NOAA a enregistré des schémas de sécheresse couvrant la plupart des États-Unis chaque année depuis 1700. Certaines espèces d'arbres ont témoigné sur une plus longue période, en particulier les cyprès de Montezuma et les pins bristlecones . L'Université de l'Arkansas a produit une chronologie des conditions météorologiques dans le centre du Mexique basée sur des anneaux de 1238 ans en examinant des carottes prélevées sur des cyprès de Montezuma vivants. [réf. nécessaire]
- Échantillons de carottes de sédiments prélevés dans la caldeira volcanique de Valles Caldera, Nouveau-Mexique et ailleurs. Les noyaux de la caldeira de Valles remontent à 550 000 ans et montrent des preuves de méga-sécheresses qui ont duré jusqu'à 1 000 ans au milieu du Pléistocène, période pendant laquelle les pluies d'été étaient presque inexistantes. Des restes de plantes et de pollen trouvés dans des carottes au fond des lacs ont également été étudiés et ajoutés au dossier. [réf. nécessaire]
- Coraux fossiles sur l'atoll Palmyra. Utilisation de la relation entre les températures de surface des mers tropicales du Pacifique et le rapport des isotopes d'oxygène dans les coraux vivants pour convertir les enregistrements de coraux fossiles en températures de surface des mers. Ces données ont été utilisées pour établir l'occurrence et la fréquence des conditions de La Niña[11].
- Au cours d'une méga sécheresse de 200 ans dans la Sierra Nevada qui a duré du 9e au 12e siècle, les arbres poussaient sur le rivage nouvellement exposé du lac Fallen Leaf, puis au fur et à mesure que le lac grandissait, les arbres étaient préservés sous l'eau froide[12]. Cependant, une expédition 2016-2017 du Undersea Voyager Project a trouvé des preuves que les arbres anciens n'y avaient pas poussé pendant une ancienne sécheresse, mais avaient plutôt glissé dans le lac lors de l'un des nombreux événements sismiques qui se sont produits dans le bassin de Tahoe depuis sa création[13],[14].